# 上州新屋站
上州新屋站（日语：／ Jōshū-Niiya eki */?）是位於群馬縣甘樂郡甘樂町，屬於上信電鐵的上信線車站。

## 歷史
- 1915年（大正4年）7月31日：新屋站啟用[1]。
- 1921年（大正10年）
  - 8月25日：公司名稱變更，成為上信電氣鐵道車站。
  - 12月17日：車站改名為上州新屋站。
- 1964年（昭和39年）5月27日：公司名稱變更，成為上信電鐵車站。
- 2004年（平成16年）10月16日：成為無人車站。

## 車站構造
此站是地面車站，設有1面1線的單式月台。此站曾經設有職員當值，現時為無人車站。

## 使用狀況
| 1日乘車人次變化 | 1日乘車人次變化 |
| 年度            | 1日平均人次     |
| --------------- | --------------- |
| 2011年          | 116             |
| 2012年          | 130             |
| 2013年          | 138             |
| 2014年          | 144             |
| 2015年          | 140             |
| 2016年          | 128             |
| 2017年          | 124             |
| 2018年          | 136             |

## 車站周邊
車站東邊200米處設有新屋號誌站，該處進行列車交會的情況較少。
- 新屋郵局
- 東雲信用金庫（日语：しののめ信用金庫）新屋分店
- 群馬縣道203號金井高崎線（日语：群馬県道203号金井高崎線）
- 國道254號
- 菅原神社

## 相鄰車站
上信電鐵
上信線
西吉井－（新屋號誌站）－上州新屋－上州福島

## 注腳
1. ↑  官報內是指7月25日「軽便鉄道停留場設置」『官報』1915年8月9日（國立國會圖書館數碼化資料）
2. ↑  國土數値資訊(不同車站的上下車人次數據)  （页面存档备份，存于）（日語） - 國土交通省，2019年7月16日參閲
3. ↑  國土數値資訊(不同車站的上下車人次數據)  （页面存档备份，存于）（日語） - 國土交通省，2020年9月23日參閲

## 外部連結
- 上州新屋 | 上信電鐵株式會社 （页面存档备份，存于）（日語）